# Балка Плотва
Балка Плотва — балка (річка) в Україні у Великобурлуцькому й Дворічанському районах Харківської області. Права притока річки Верхньої Дворічної (басейн Дону).

## Опис
Довжина балки приблизно 12,72 км, найкоротша відстань між витоком і гирлом — 10,74  км, коефіцієнт звивистості річки — 1,18 . Формується декількома струмками та загатами. У верхів'ї балка пересихає.

## Розташування
Бере початок на південно-східній стороні від селища Микільське. Тече переважно на південний схід через село Митрофанівку і впадає у річку Верхню Дворічну, праву притоку річки Осколу.

## Цікаві факти
- У XX столітті на балці існували водокачка, газгольдер та декілька газових свердловин[2], а у XIX столітті — декілька вітряних млинів[1].